# Jacobus Johannes Canter Cremers
Jacobus Johannes Canter Cremers (Jaap) (Culemborg, 1 september 1879 - Caïro, 21 juni 1925) was een Nederlands waterbouwkundige, directeur van de vissershaven IJmuiden en daarna werkzaam bij Rijkswaterstaat met name aan de verbetering van de Nieuwe Waterweg. Hij kreeg bekendheid door metingen met een zandtransportmeter van eigen ontwerp. Tijdens een verblijf in Egypte, om te adviseren over de waterverdeling van de Nijl, kwam hij vroegtijdig aan de gevolgen van tyfus te overlijden. Zijn onderzoekingen naar de invloed van getijden en van het dichtheidsverschil van zout en zoet water op de stroming werden voortgezet door Johan van Veen. Opmerkelijk was zijn buitengewoon tekentalent.

## Opleiding
Na de lagere school in Culemborg en Utrecht en de HBS in Utrecht ging hij naar de Polytechnische School te Delft. Hier studeerde hij in 1902 af als civiel ingenieur. Hij was lid van het Delfts Studenten Corps en speelde een grote rol binnen deze vereniging. Tijdens zijn studie was hij vooral actief in de sport en in et tekenen. In de Delftsche Studentenalmanak van 1899 en 1900 wordt hij genoemd als lid van de Senaat en als president van de roeivereniging Laga. Hij was ook secretaris van de studievereniging van Civiele studenten, het gezelschap Practische Studie. Binnen het Sudentencorps was hij ook de bibliothecaris van de sociëteit Phoenix. 
Maar hij besteedde de meeste tijd aan het bibliothecarisschap. Volgens een tijdgenoot nam hij deze betrekking zo ernstig op, dat hij stapels literatuur persoonlijk doorlas, alvorens keuze te maken voordat er iets aanschaft werd. Cremers had echter niet alleen de technische aanleg van zijn vader geërfd, maar óók de speciale belangstelling voor de waterbouwkunde.  Want zijn vader, sinds 1883 dijkgraaf van het district Culemborg, was jarenlang de expert in alle mogelijke waterstaats- en waterschapszaken, die de beneden-Betuwe betroffen

## Aspirant ingenieur
Na zijn afstuderen werd hij met ingang van 1 oktober 1902 benoemd tot aspirant-ingenieur van Rijkswaterstaat en  geplaatst te Hoek van Holland in het rivierarrondissement van ir. C. A. Jollen te Rotterdam. Hij kreeg direct te maken met de werken van de Nieuwe Waterweg. Zoals gebruikelijk werden jonge ingenieurs regelmatig overgeplaatst. Als adjunct-ingenieur werd hij in 1905 geplaatst in Brielle, waar hij belast werd met de aanleg van tramwegen op de Zuid-Hollandse eilanden. Hij was vooral betrokken bij de aanleg van de tramweghaven van Middelharnis en de aanlegplaats bij Ooltgensplaat. In 1908 werd hij de arrondissementsingenieur in Brielle, en trad daar in het huwelijk.
Hij bleef daarna nog maar een jaar in Brielle, want hij werd in 1909 overgeplaatst naar 's-Gravenhage bij het ministerie van Waterstaat. Op deze plaats bouwde hij ervaring op met de landelijke waterstaatsproblematiek. Voor zijn verdere loopbaan bleek dat achteraf heel belangrijk.

## IJmuiden

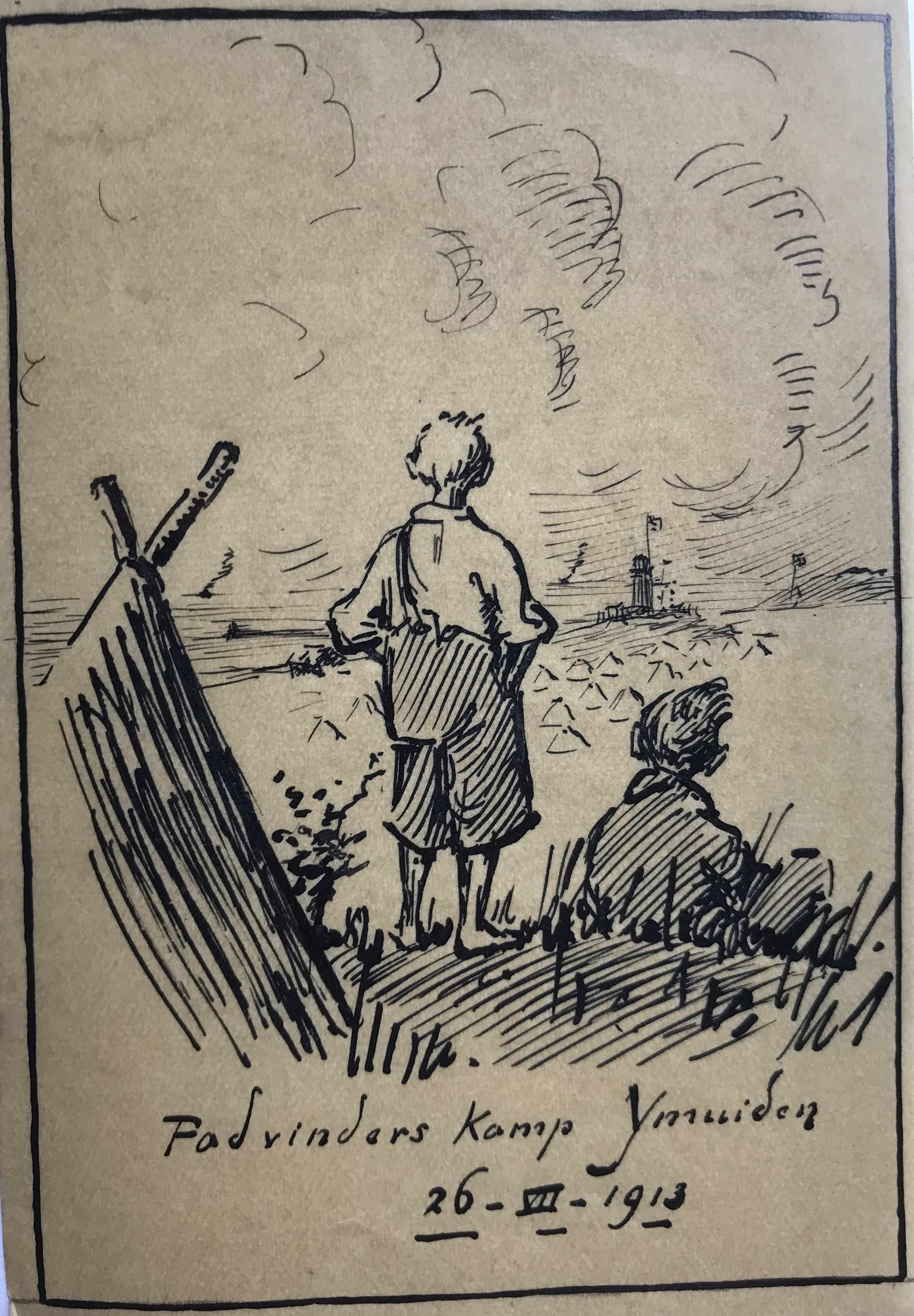
Padvinderskamp1913

In februari 1910 vertrok de directeur van de vissershaven IJmuiden. Deze haven was oorspronkelijk aangelegd als zijhaven van het Noordzeekanaal, zodat de vissersschepen de grote zeevaart niet in de weg zou zitten. Maar inmiddels waren de vissersschepen veel groter geworden en was de staatsvisafslag zo’n groot bedrijf geworden dat men er over dacht om het geheel te privatiseren. De minister van Waterstaat besloot dat een ingenieur van Rijkswaterstaat belast zou worden met het beheer van de haven. Ondanks dat Canter Cremers nog maar ingenieur 3 klasse was, werd hij toch voor deze functie gevraagd in februari 1911 en hij werd in al 1912 bevorderd tot ingenieur 1e klasse.
Het was een hele bijzondere functie. Als beheerder van de haven en als verantwoordelijke voor het bedrijf stond hij direct onder de hoofdingenieur-directeur, maar als beheerder van de werken aan het Noordzeekanaal was hij toegevoegd aan de arrondissementsingenieur. Door de tact van Cremers heeft dit in de zeven jaar dat hij deze functie uitoefende nooit tot problemen geleid.
Er was een enorme opbloei, tussen 1910 en 1913 steeg de omzet in vis van 5 miljoen naar 7 miljoen gulden. In die jaren werd de haven vergroot, een tweede haven werd aangelegd, er werden kademuren gebouwd en er kwam een 179 m lange vishal. Verder een nieuwe watervoorziening, spooraansluitingen, nieuwe remmingwerken en dienstwoningen. Hij heeft in deze tijd ook de nodige tekeningen gemaakt van wat er gebeurde aan de kust, zoals het padvinderskamp van 1913

## Rotterdam
In 1918 werd hij overgeplaatst naar het arrondissement Breda, maar hij had meer belangstelling voor een functie bij een rivier-arrondissement. Het lukte hem om in plaats van in Breda in Rotterdam geplaatst te worden, waar hij in mei 1919 ook ging wonen. In Rotterdam kon hij naar hartenlust zijn studies over benedenrivieren voortzetten en werken aan de verbetering van de Rotterdamse Waterweg op basis van de wet van 2 januari 1917. Krachtens die wet wordt van Rijkswege uitgevoerd de verbetering van deze belangrijke zeescheepvaartweg tot een diepte voorlopig van 11,50 m, later van 12,50 m bij gewoon hoogwater. Ook moest de kromming van de scheepvaartgeul aangepast worden. Hij werkte aan de nieuwe verbinding tussen Waterweg en Oude Maas aan de oostpunt van Rozenburg, ter versterking van de getijdebeweging op de Waterweg. Ook kwam de vergroting van de haven voor rijksvaartuigen in Hoek van Holland gereed en hadden vooral in 1921 belangrijke wrakopruimingen plaats, waaronder enkele op grote diepte.

## Getijrivieren en ander onderzoek
In zijn tijd in Rotterdam vond Cremers ook nog tijd voor zijn theoretische studies. In 1911 verscheen zijn verhandeling over benedenrivieren. In 1910 kreeg Cremers hiervoor de de Conrad's Premie van het Koninklijk Instituut van Ingenieurs. Hij deed ook onderzoek naar de toepassing van gewapend beton voor heipalen en naar de gronddruk tegen grondkerende constructies (zie lijst van publicaties). Ook schreef hij een aantal artikelen in "De Ingenieur", o.a. over de afsluiting van de Zuiderzee, over dijkhellingen, over zoet en zout water in de benedenrivieren , over heiwerkzaamheden, over het effect van de grondwaterstand en gronddruk en over de vissershaven in IJmuiden (deel 1, deel 2).

## De stormvloed van 1916
Tijdens het extreme hoogwater in Rotterdam op 13 januari 1916 waarbij een dijk bij het Mallegat was doorgebroken terwijl de waterhoogte op zee bij Hoek van Holland net zo hoog was als bij de stormvloed tien jaar daarvoor. De concrete vraag was wat de oorzaak was, en of dit vaker kon voorkomen. Minister Lely stelde hiervoor een commissie in onder voorzitterschap van  prof. ir. dr. H. G. van de Sande Bakhuyzen. Cremers werd ook gevraagd als lid van deze commissie De commissie concludeerde dat dit specifieke hoogwater werd veroorzaakt door hoge rivierafvoer en een samenloop van diverse factoren, waaronder de lange duur van de storm. En dat er in principe geen bovengrens aan de waterstand is, maar dat bij geometrie van de waterlopen van dat moment een maximale ontwerpwaterstand van 3,55 m boven N.A.P. te adviseren was. Terzijde: in 1953 was de waterstand daar 3,75 m boven N.A.P.; tussen 1916 en 1953 was de gemiddelde zeespiegel ruim 8 cm gestegen. Het rapport had een aantal bijlagen van de hand van Cremers.

## De Rijncommissie
Hij werd in 1924 lid van de Koninklijke Akademie van Wetenschappen. Hij werd in dat jaar ook lid van de internationale Rijncommissie. HIj werd binnen die commissie lid van een sub-commissie voor de regulering van de Rijn tussen Bazel en Straatsburg. Ook zat hij in de commissie ter beoordeling van het Grand Canal d'Alsace. Hij maakte daar veel indruk en werd gevraagd om zitting te nemen in nog een aantal commissies. Vanwege zijn project in Egypte kon hij daar geen gevolg aan geven.

## Egypte

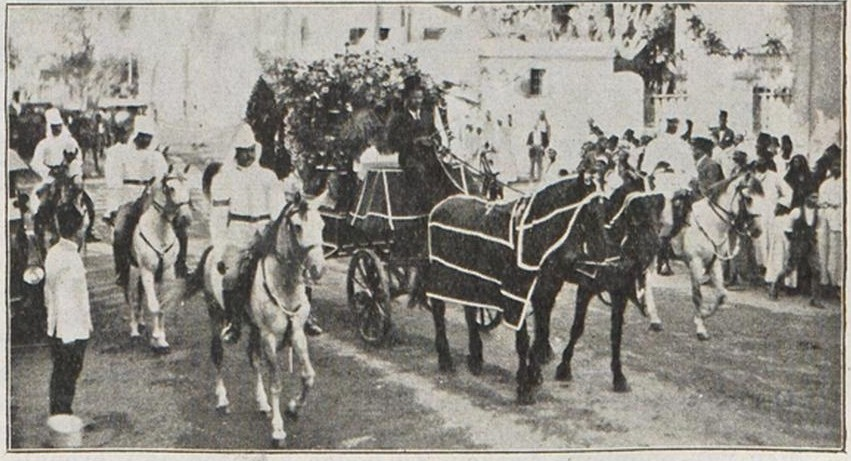
Begrafenis van Canter Cremers in 1925 in Caïro

Begin 1925 kreeg Cremers een uitnodiging van de Engelse regering om op te treden als voorzitter van een commissie die een aantal problemen met betrekking tot de irrigatie in het stroomgebied van de Nijl (in Soedan en in Egypte) moest onderzoeken. Kort voor de voltooiing van deze studie werd hij ziek. Zijn vrouw en zijn moeder zijn toen naar Caïro gegaan, en kwamen nog net voor zijn overlijden aan. Cremer is op 21 juni 1925 overleden in het Diaconessenziekenhuis van Caïro en begraven op de anglicaanse begraafplaats in Caïro. Bij deze begrafenis waren nogal wat hoogwaardigheidsbekleders aanwezig, zoals verschillende ambassadeurs. De Nederlandse ambassadeur sprak hier een afscheidsrede. Na zijn overlijden is de studie in 1926 afgerond door de twee andere leden van de commissie (R.M. MacGregor en Abdel Hamid Soliman Pasha) en in 1929 gepubliceerd.

## Zijn artistiek werk

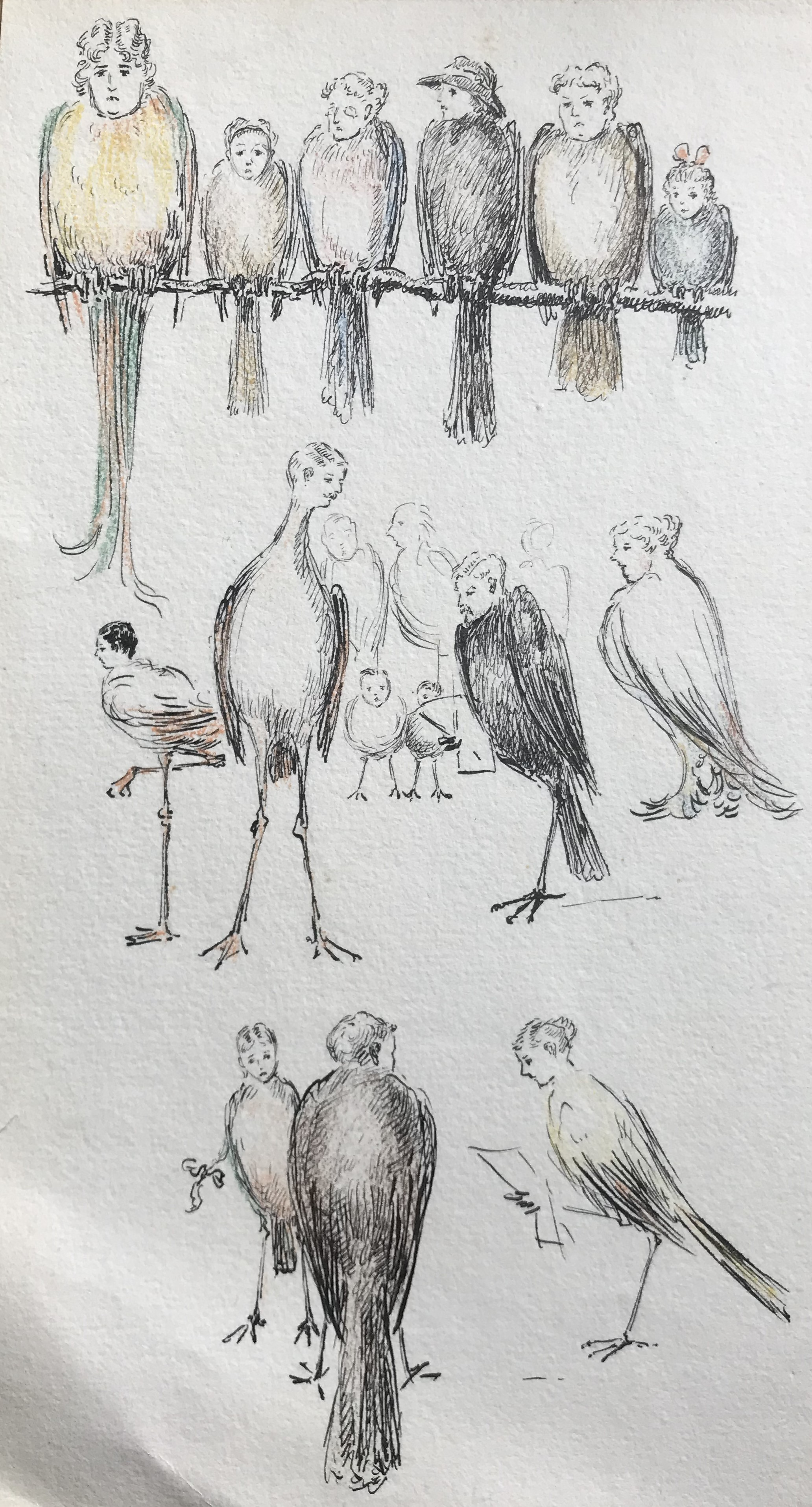
Karikatuur van kwebbelende dames

Canter Cremers had een groot tekentalent. Hij tekende voor zijn plezier veel scenes uit de opera waar hij geweest was, portretten van zijn vrienden en de nodige (nooit gepubliceerde) spotprenten van zijn superieuren. Ook maakte hij karikaturen van bijv. alle ambtsdragers in formele kostuums bij het koninklijk bezoek aan Noord-Holland in 1914. Een aantal ongepubliceerde tekeningen zijn te zien via Wikimedia Commons (zie link onder aan deze bladzijde).

## Privé
Hij startuitstel de familie Canter-Cremers en hij was een zoon van zoon van de genieofficier Gerhard Gosen Geurt Canter Cremers en jonkvrouwe Elisabeth Maria van Hoytema. Zijn grootvader, A.J. van Hoytema, was kort voor de geboorte van Jaap overleden, zijn diens vader moest toen met zijn zwager D. van Hoytema de zaken van de firma van Hoytema & Co. (een distilleerderij en flessenfabriek) in Culemborg overnemen. Met het oog daarop verzocht hij ontslag uit de militairen en het gezin vestigde zicht in Culemborg. Dat werd dus de geboorteplaats van Jaap. Hij doorliep daar de eerste vier klassen van de lagere school, gevolgd door nog twee klassen op de Puntenburg-school te Utrecht. In Utrecht ging hij ook naar de HBS bezocht, waarvan hij in 1897 eindexamen deed.
Op 4 april 1907 trouwde hij met Gerardina Johanna Heijdeman. Zij kregen in 1910 een dochter.

## Publicaties, een selectie
- Eenige beschouwingen over benedenrivieren (1911), Tijdschrift van het Koninklijk Instituut van Ingenieurs (pdf blz 33-82)
- Nota, betreffende de bepaling der grootheden, die bekend moeten zijn voor de berekening van den gronddruk tegen grondkerende constructies in de visschershaven te IJmuiden (1915) Rapporten en Mededeelingen van den Rijkswaterstaat, nr. 3
- De Visschershaven te IJmuiden als bedrijf (1916)
- Nota, betreffende de toepassing van gewapend beton voor heipalen (1917) Rapporten en Mededeelingen van den Rijkswaterstaat, nr 10
- Nota betreffende de te verwachten waterbeweging in een open doorgraving tussen de Oude Maas en Mallegat door het Krabbe-eiland bij Dordrecht (1921) Archief Van Veen-Stroband, NA nr 159

- Biografisch Portaal: 49889116
- Nederlandse Thesaurus van Auteursnamen: 411974378
- Virtual International Authority File: 239150468276904170842